# Pont-Audemer
Pont-Audemer is een gemeente in het Franse departement Eure (regio Normandië). De gemeente telde 9.950 inwoners op 1 januari 2022. De plaats maakt deel uit van het arrondissement Bernay.
De stad telt veel oude vakwerkhuizen en monumenten, zoals de kerk van Saint-Ouen. Verder wordt de stad doorkruist door de uitlopers van de Risle en kanalen. Hierdoor is de stad geliefd bij toeristen. Daarom wordt ze ook wel "Venetië van Normandië" genoemd.

## Geschiedenis
De plaats ontstond rond een feodaal kasteel gebouwd in de 11e eeuw. Een eeuw later kreeg de plaats een omwalling en in de 13e eeuw stadsrechten.
Door haar ligging aan de Risle ontstond er industrie, vooral in leer en papier. In de 18e eeuw vestigden zich Engelse leerlooiers en hun families in de stad, die nieuwe technieken in het leerlooien met zich meebrachten. Ook de Pruis Thierry Hermès vestigde zich in de stad. Hierdoor ontstond er een protestantse gemeenschap.
Pont-Audemer is in de Tweede Wereldoorlog op 26 augustus 1944 bevrijd door de Nederlandse Prinses Irene Brigade, samen met de Belgische manschappen van Brigade Piron (officieel Belgische 1e Infanteriebrigade). Bevelhebber van de Belgen was Jean-Baptiste Piron. De stad is in de oorlog voor een groot deel gespaard gebleven.

## Geografie
Pont-Audemer, gelegen aan de Risle, tussen de streken Roumois en Lieuvin, is de belangrijkste stad in het noordwesten van het departement. De oppervlakte van Pont-Audemer bedroeg op 1 januari 2022 14,66 vierkante kilometer; de bevolkingsdichtheid was toen 678,7 inwoners per km².
De onderstaande kaart toont de ligging van Pont-Audemer met de belangrijkste infrastructuur en aangrenzende gemeenten.

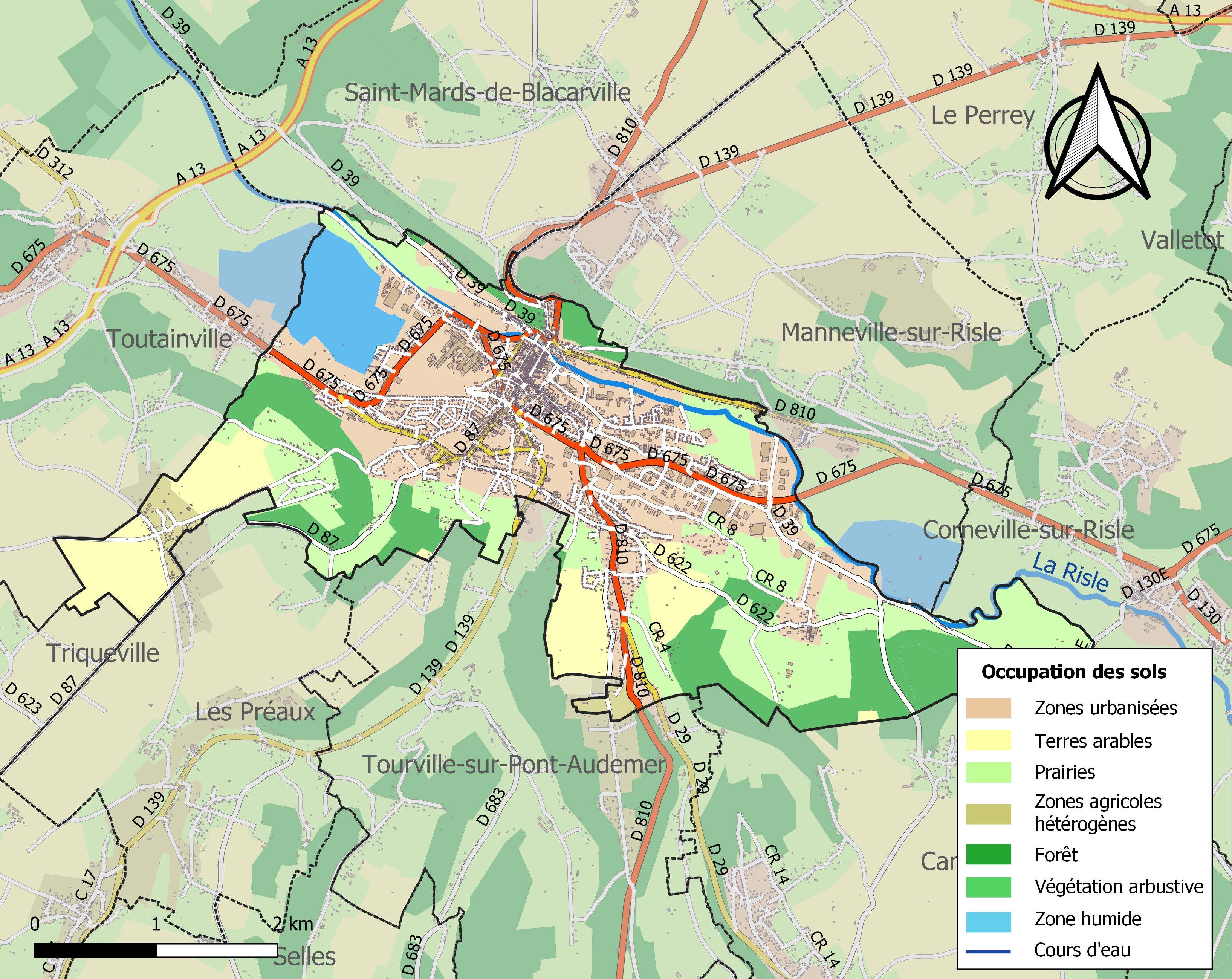

## Verkeer en vervoer
In de gemeente ligt spoorwegstation Pont-Audemer.

## Demografie
Onderstaande figuur toont het verloop van het inwonertal (bron: INSEE-tellingen).

## Sport
Pont-Audemer was één keer etappeplaats in de wielerkoers Ronde van Frankrijk. In 1985 won de Nederlander Gerrit Solleveld er de etappe.

## Geboren
- Florence Cestac (1949), stripauteur
- Laetitia Casta (1978), actrice en model
- Alexis Vastine (1986-2015), bokser

## Afbeeldingen

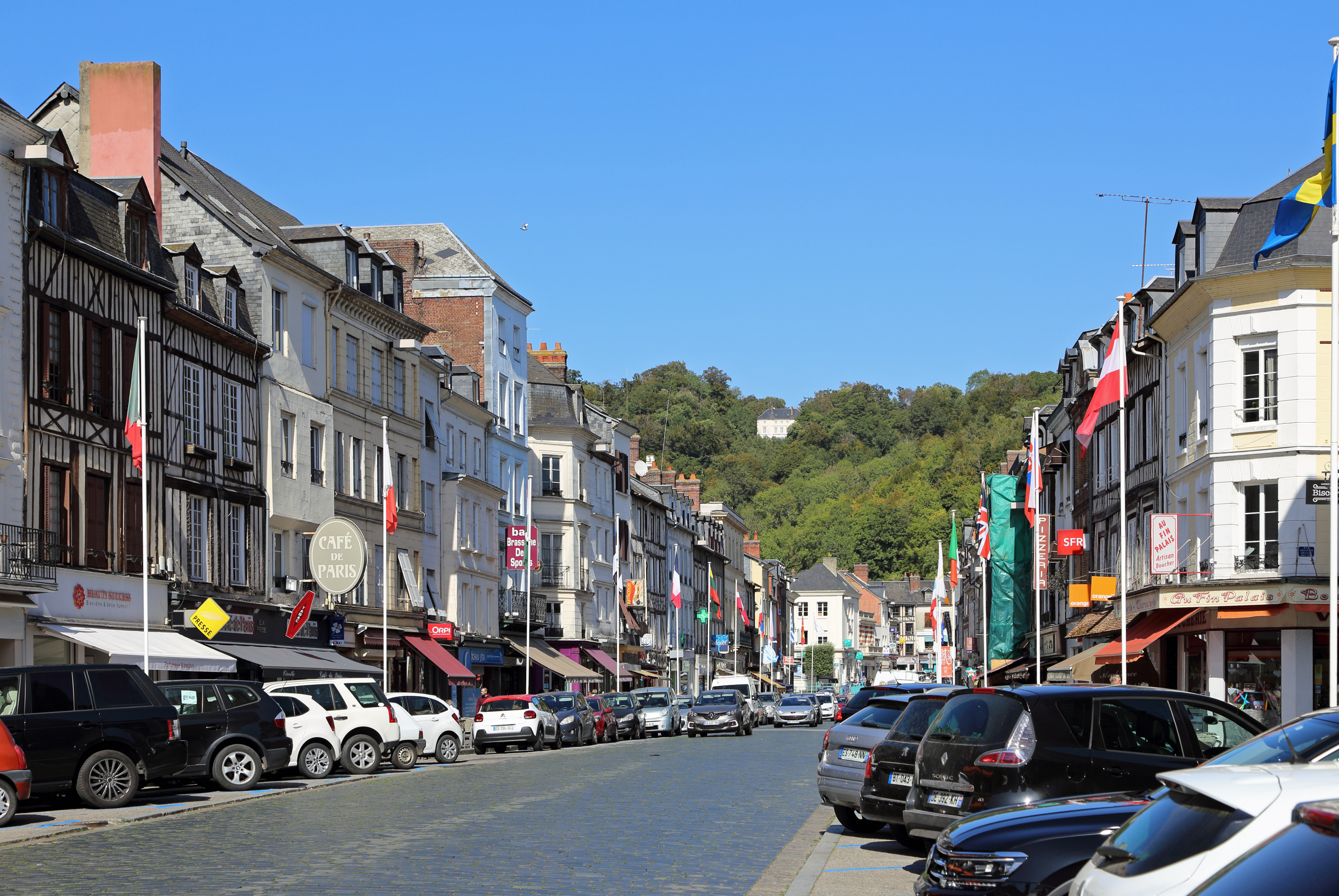
De rue de la République is de hoofdstraat van Pont-Audemer
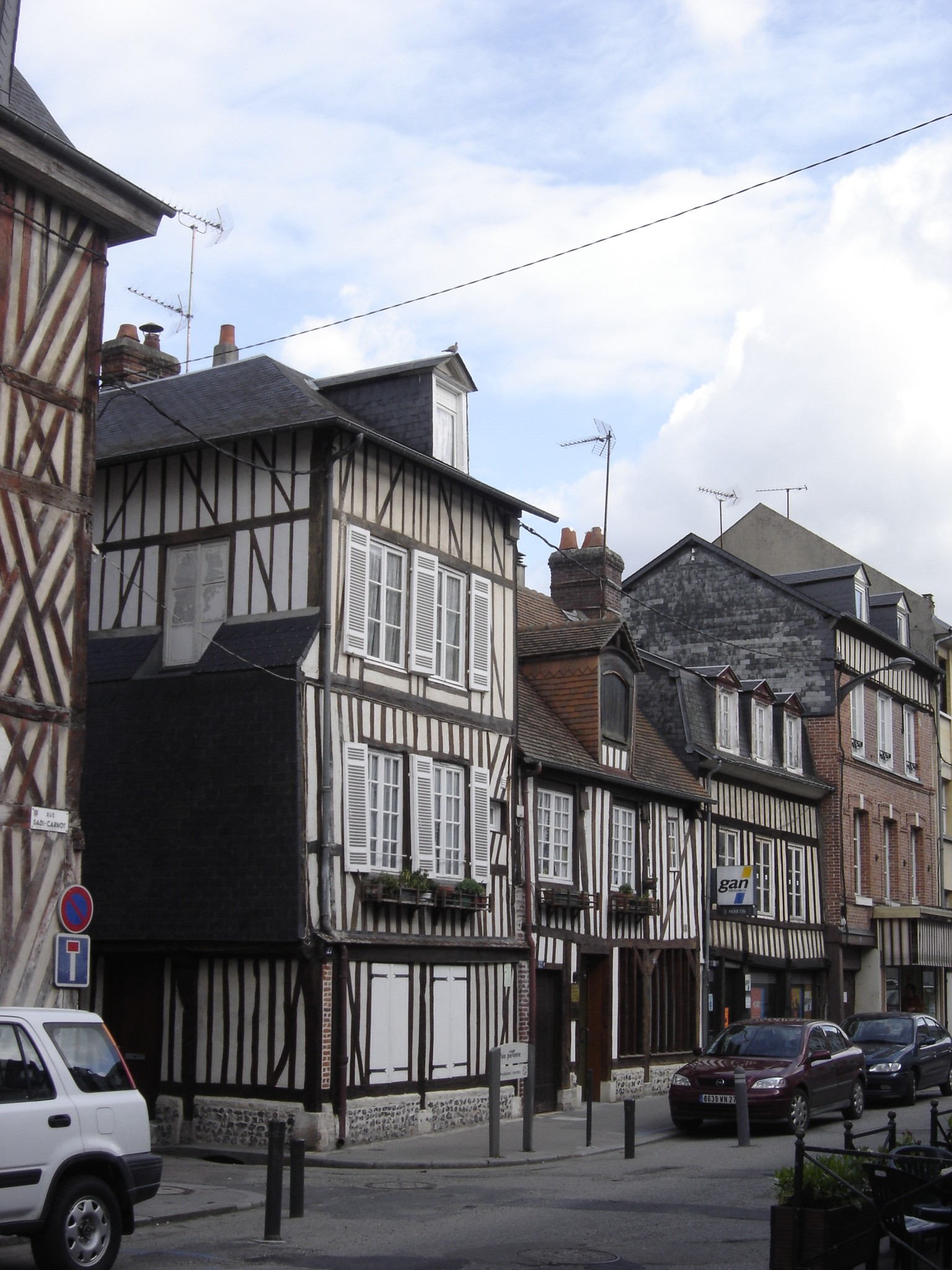
Rue Sadi Carnot
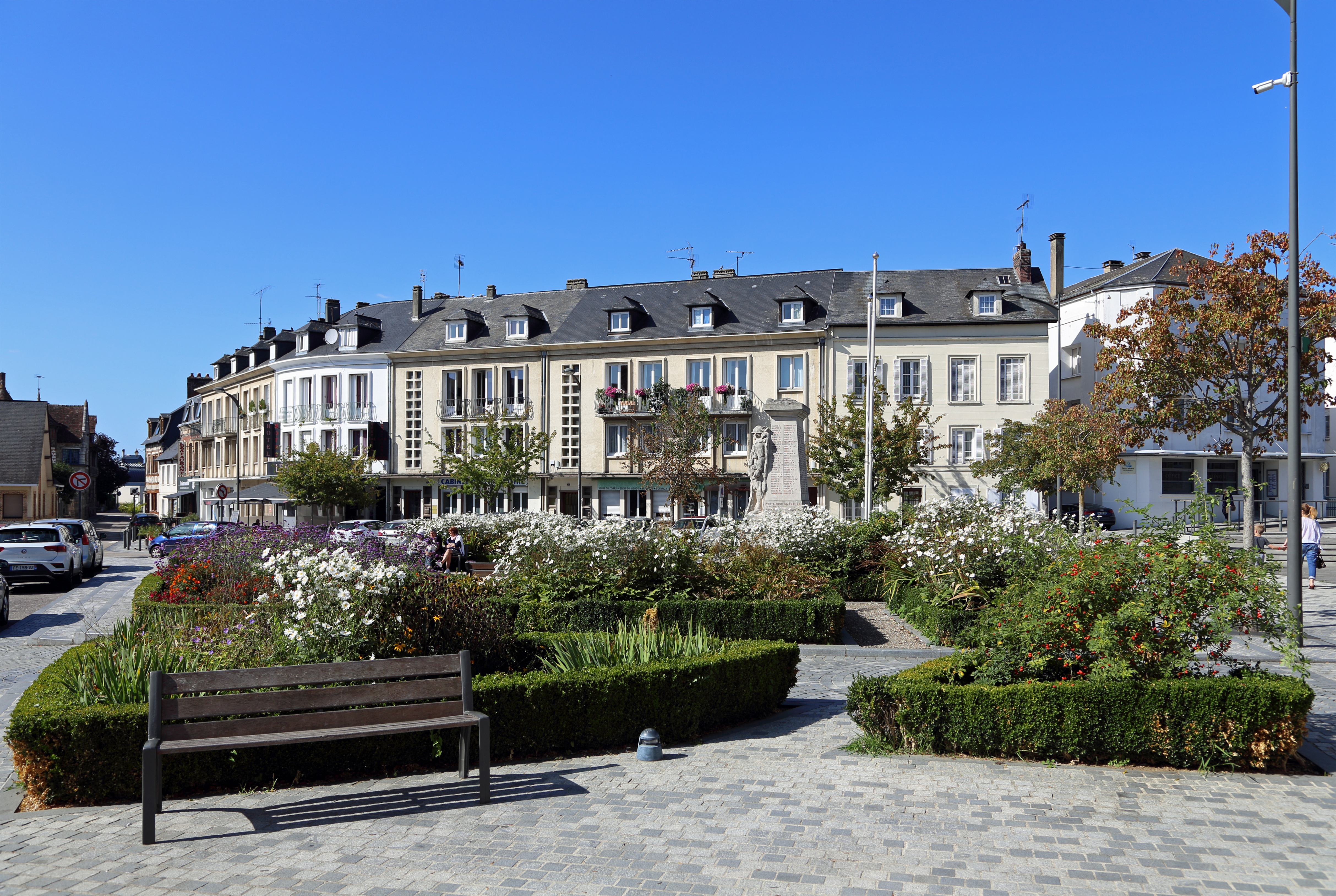
De place Louis Gillain, met in het midden het oorlogsmonument
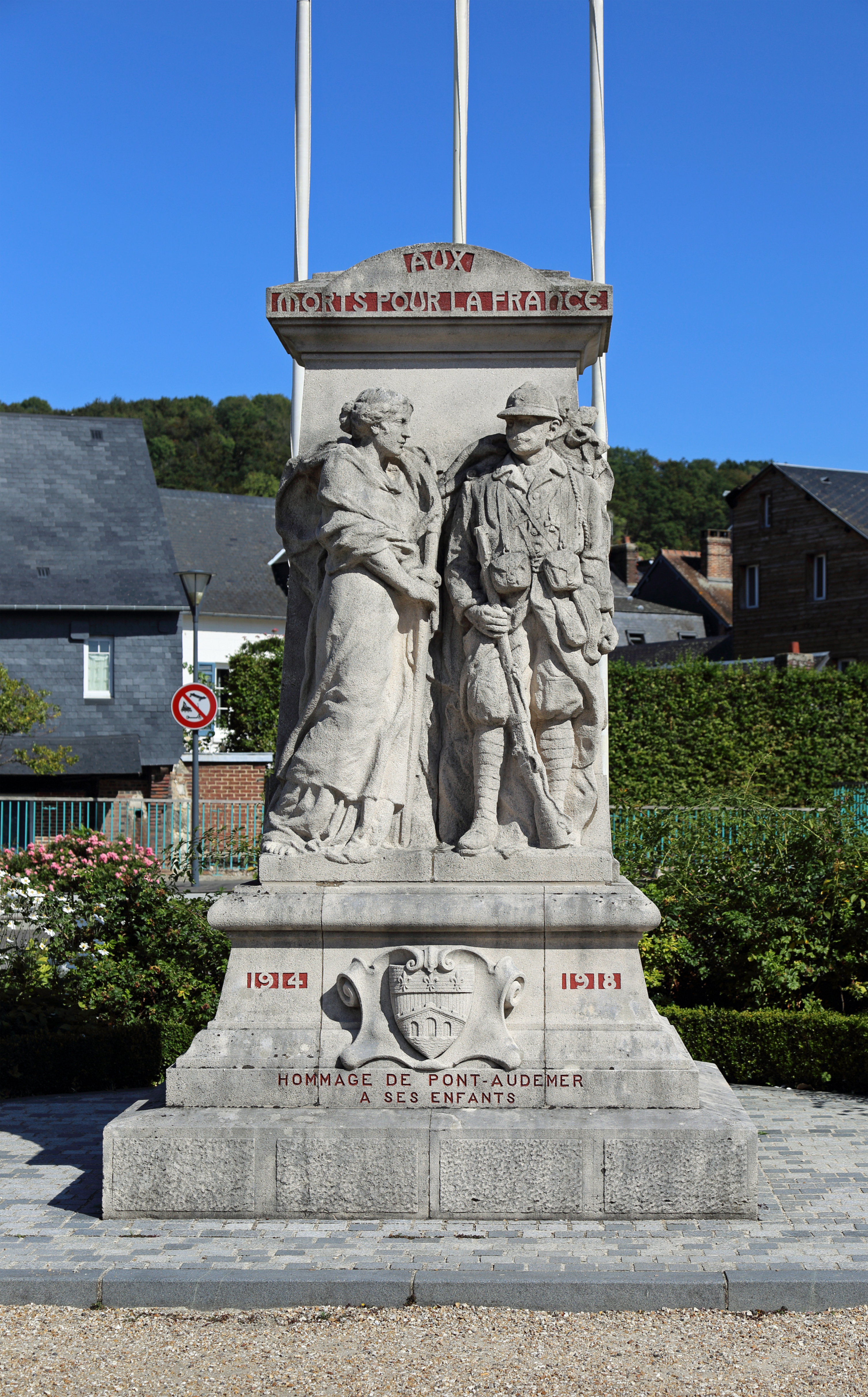
Oorlogsmonument
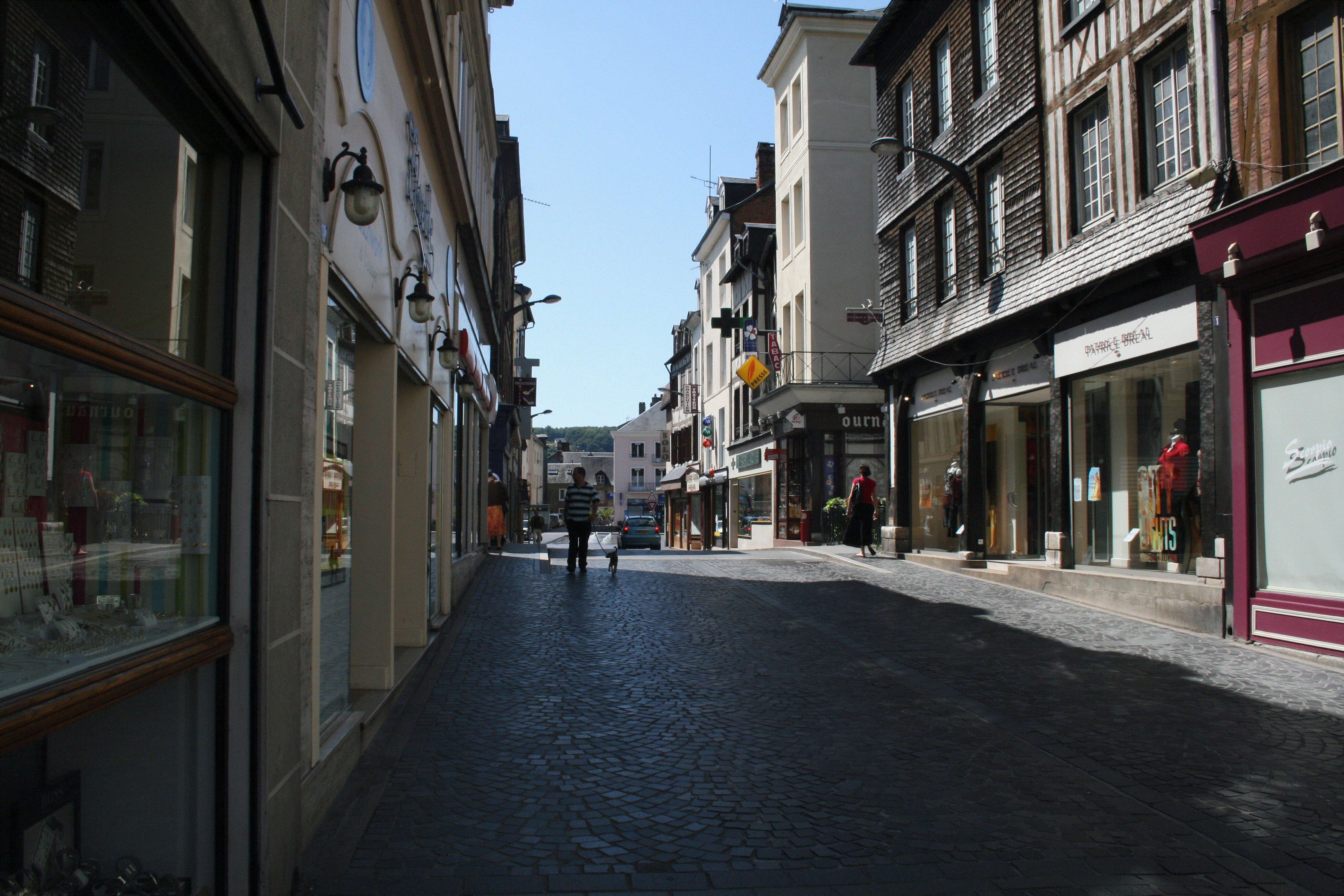
Winkelstraat in Pont-Audemer
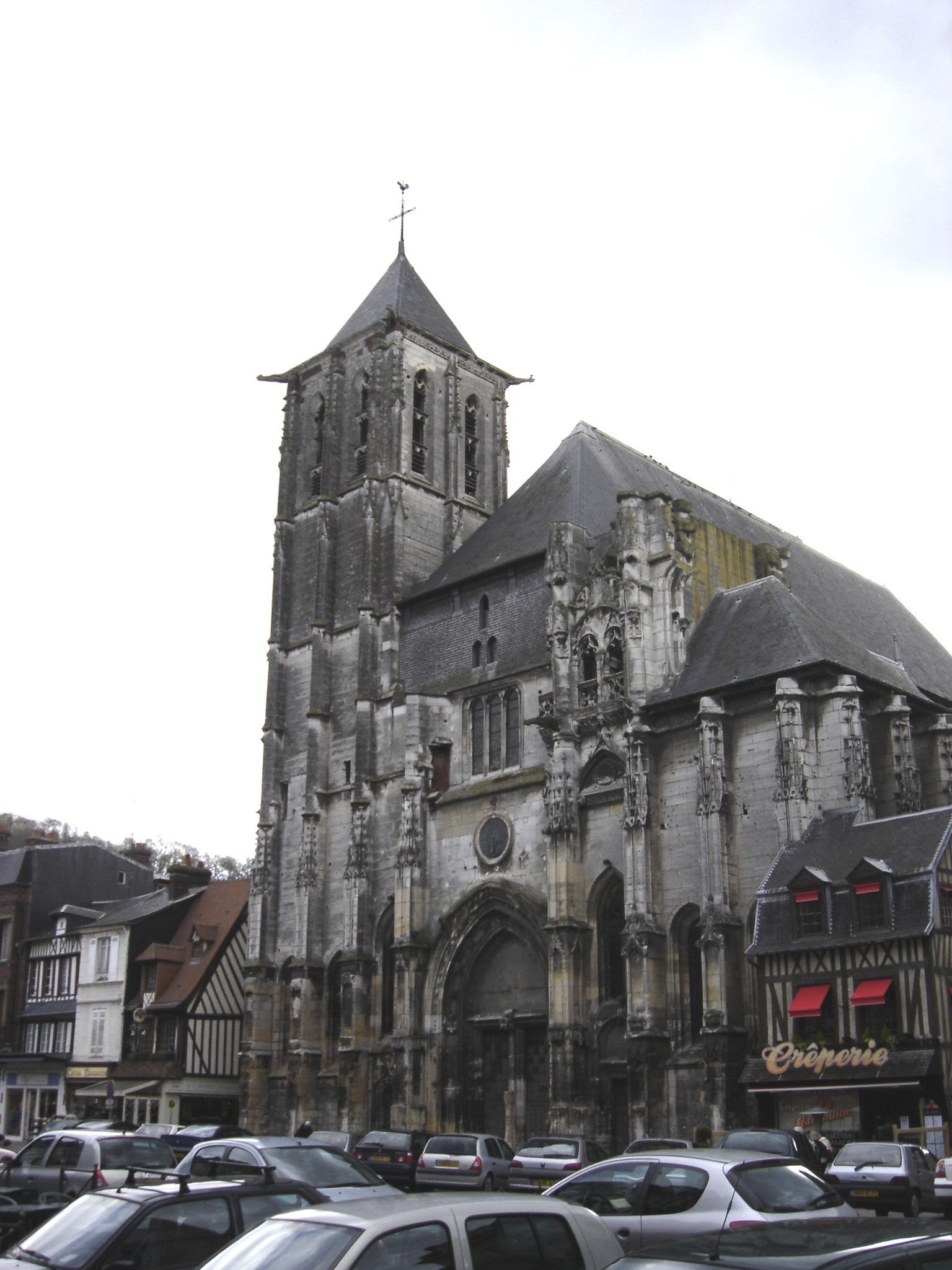
Kerk Saint-Ouen
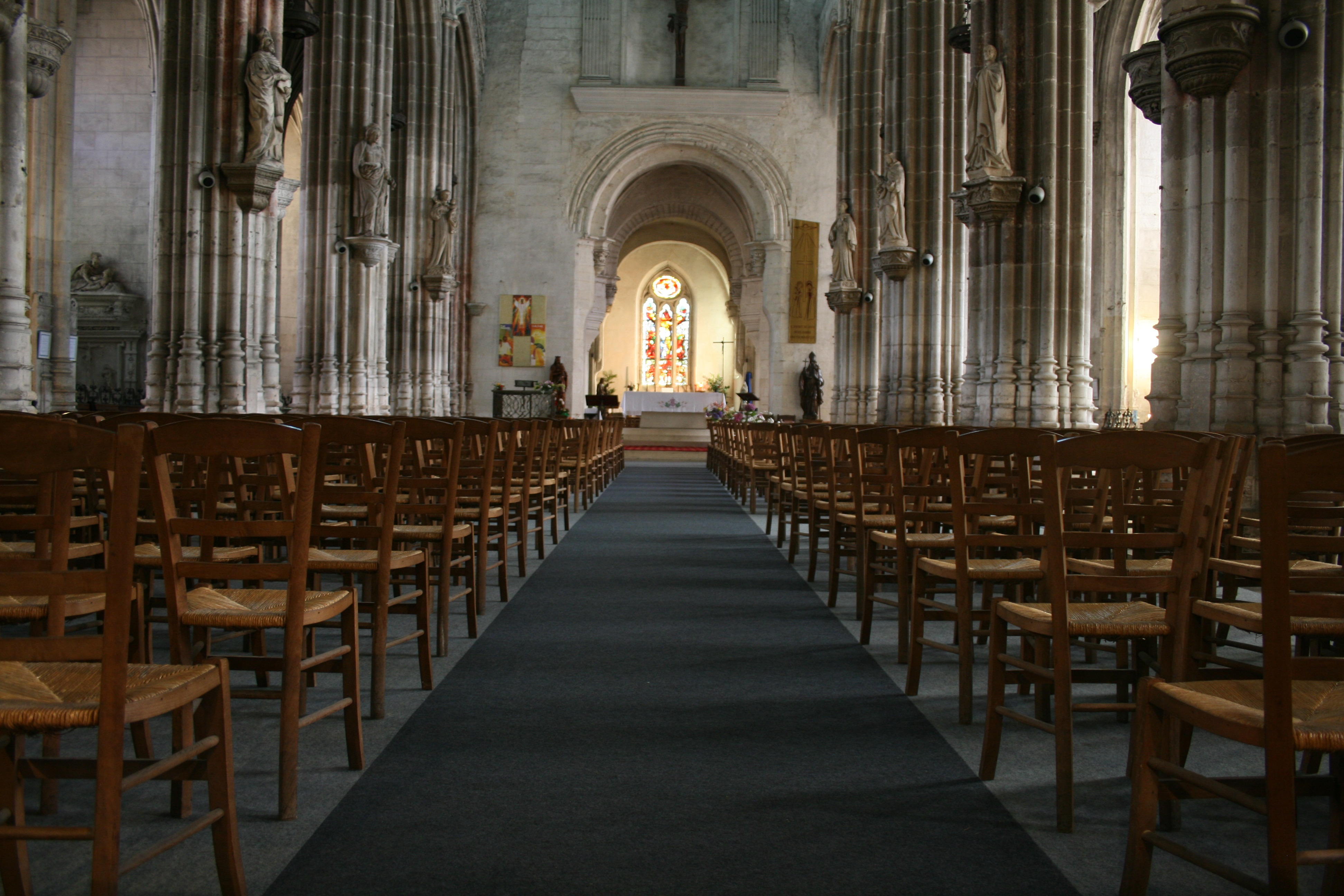
Interieur van de Saint-Ouen
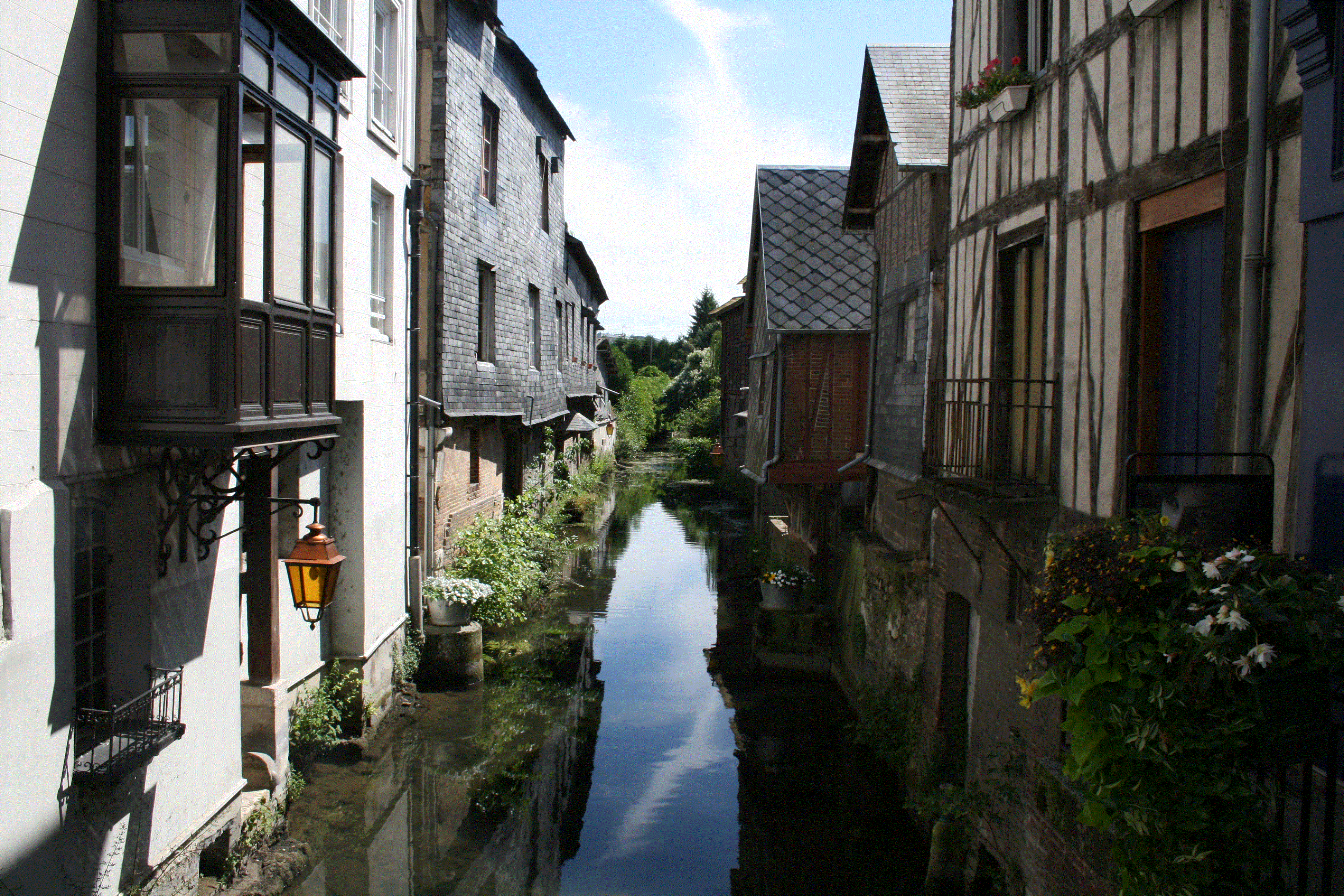
Een arm van de Risle
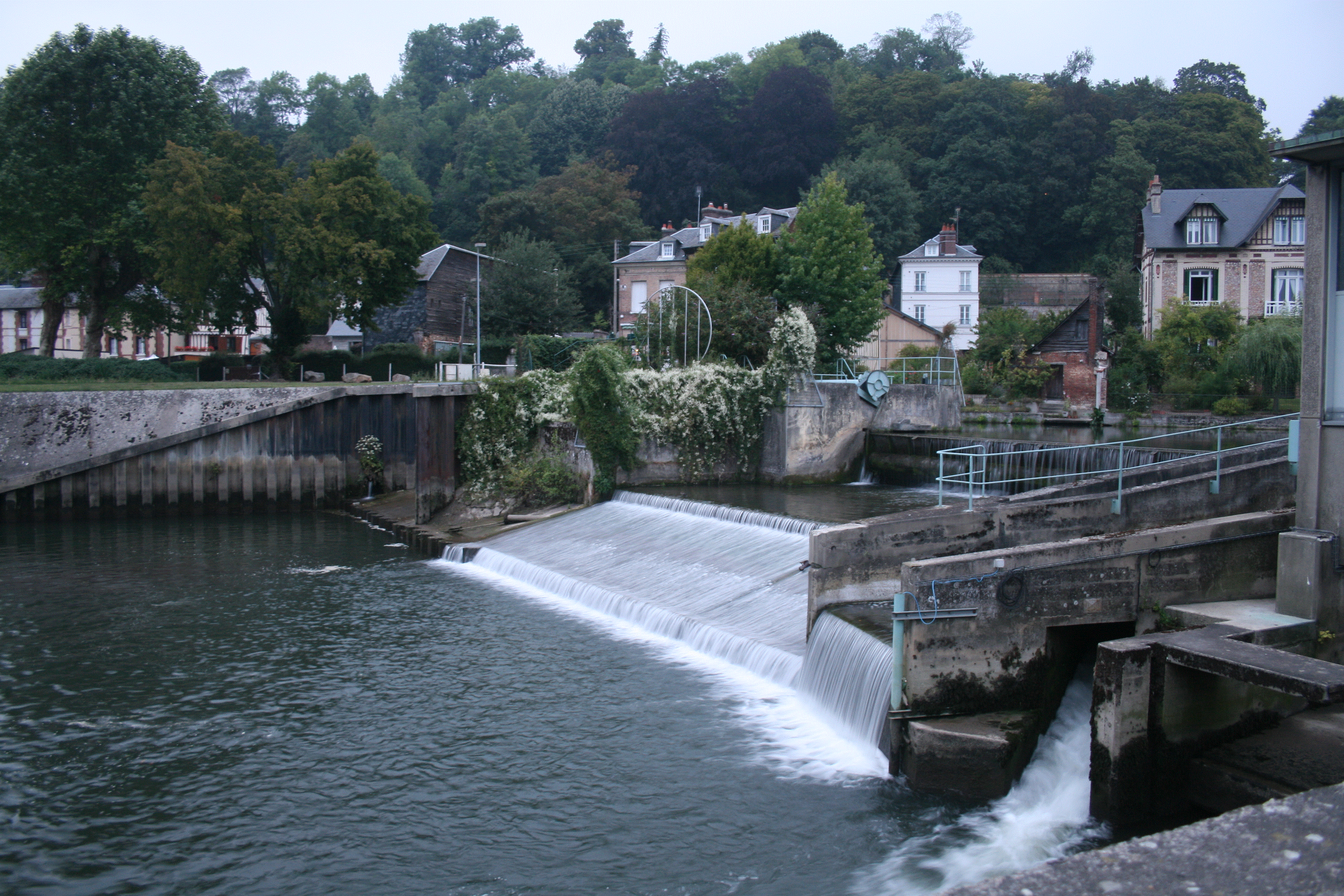
Dam op de Risle
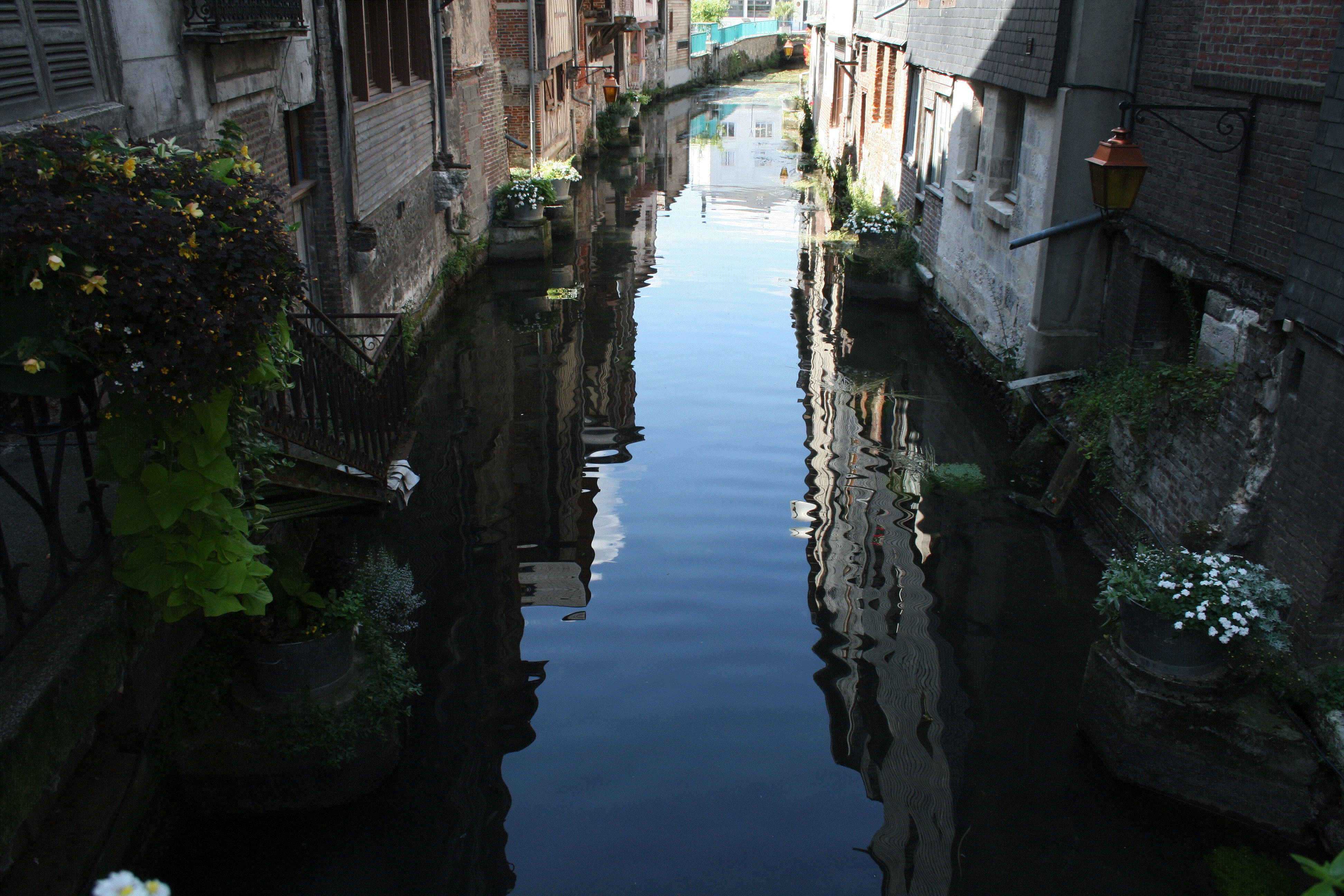
Kanaaltje
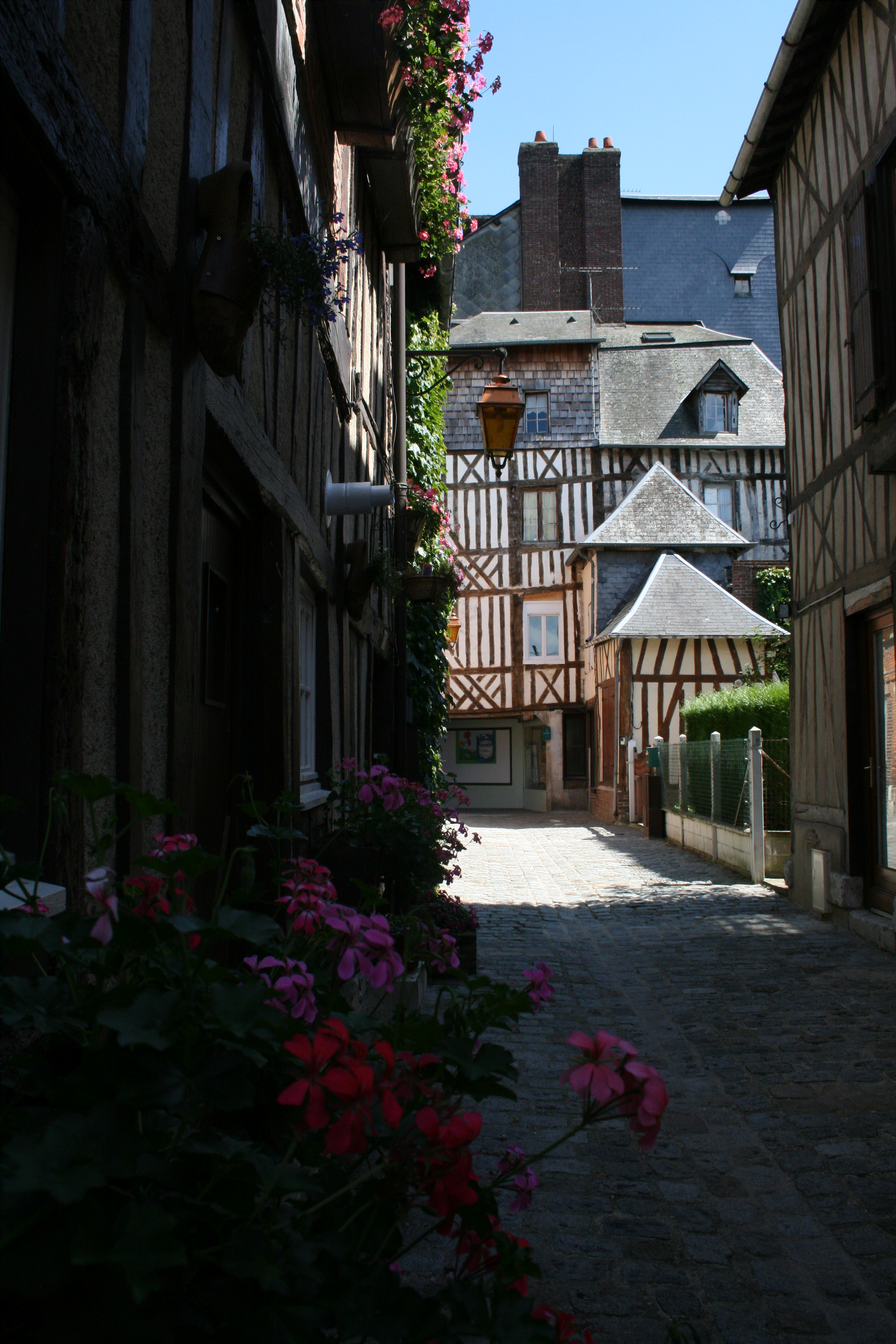
Straatje met gevels
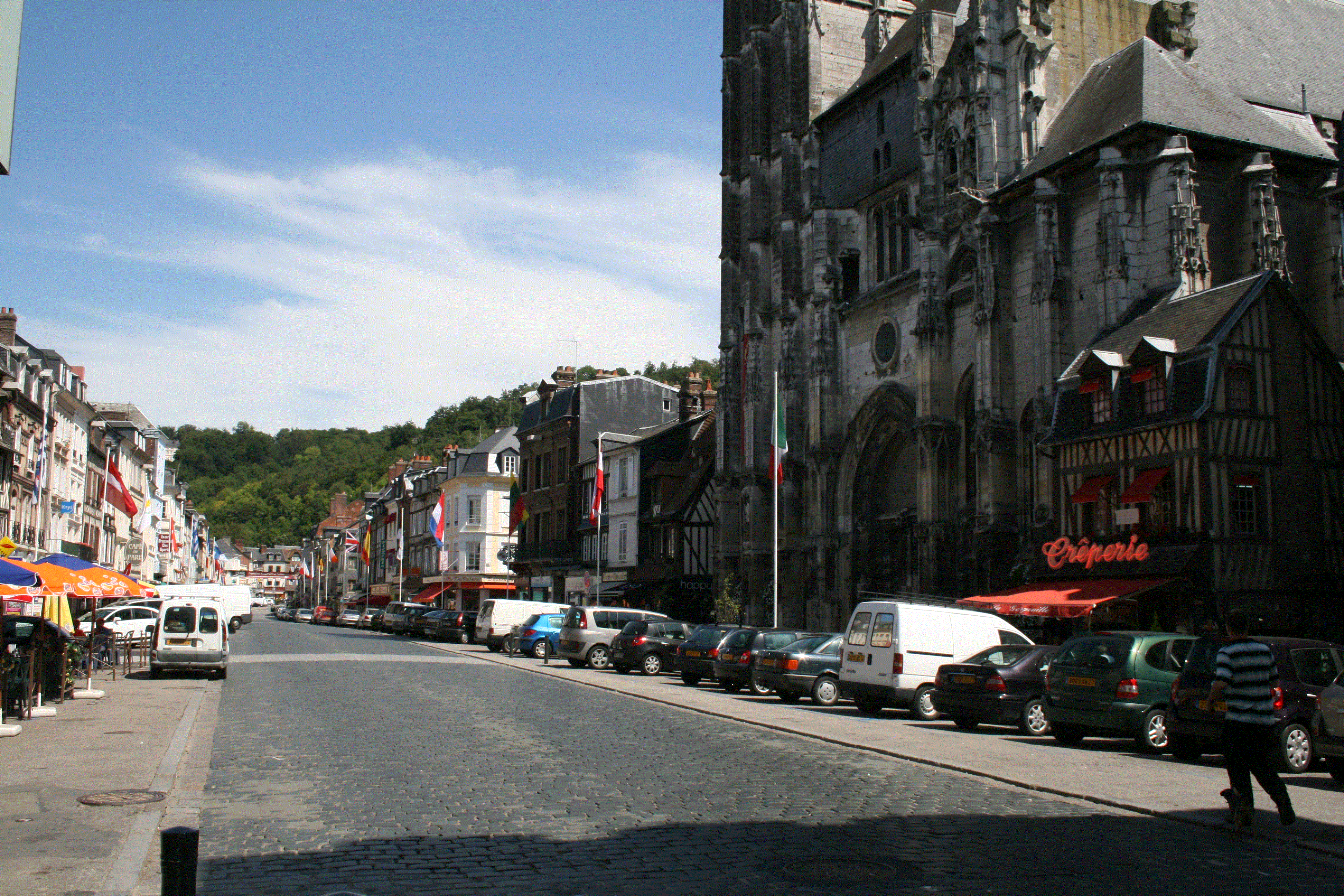
Pont-Audemer: straatbeeld
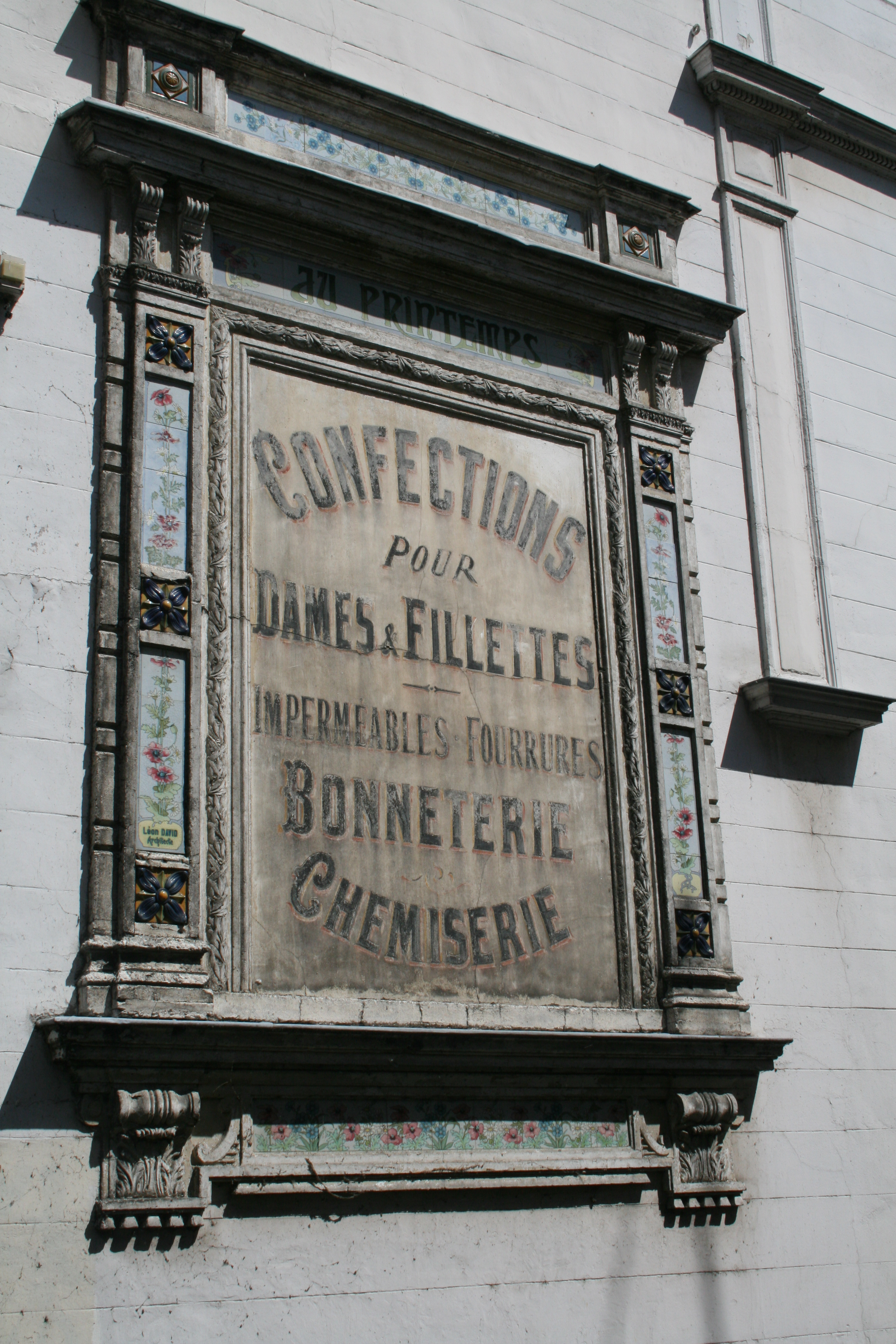
Oude gevelreclame in Pont-Audemer